# El Terrero, Zirándaro
El Terrero är en ort i Mexiko.   Den ligger i kommunen Zirándaro och delstaten Guerrero, i den södra delen av landet, 260 km väster om huvudstaden Mexico City. El Terrero ligger 348 meter över havet och antalet invånare är 108.
Terrängen runt El Terrero är huvudsakligen kuperad, men åt sydväst är den bergig. Runt El Terrero är det glesbefolkat, med 11 invånare per kvadratkilometer. Närmaste större samhälle är La Quetzería, 17,7 km nordost om El Terrero. I omgivningarna runt El Terrero växer huvudsakligen savannskog.